# I'll Be OK
"I'll Be OK" é uma canção gravada pela banda britânica McFly e lançada como segundo single de seu álbum Wonderland e sexto single da banda em 15 de agosto de 2005, pela Island Records. A canção, composta por três membros da banda, Tom Fletcher, Danny Jones e Dougie Poynter, debutou na primeira posição da UK Singles Chart, parada oficial de singles do Reino Unido, vendendo 45.814 cópias na primeira semana.
Um dos CDs single lançados da música contém como b-side uma canção inédita composta por Tom Fletcher e pelos antigos membros do Busted James Bourne e Charlie Simpson, "No Worries". Outro CD inclui um cover da banda The Who, "Pinball Wizard".

## Faixas e  formatos
| CD 1 |              |         |  |
| N.º  | Título       | Duração |  |
| 1.   | "I'll Be OK" | 3:29    |  |
| 2.   | "No Worries" | 4:13    |  |

| CD 2 |                                         |         |  |
| N.º  | Título                                  | Duração |  |
| 1.   | "I'll Be OK"                            | 3:29    |  |
| 2.   | "Nothing"                               | 3:50    |  |
| 3.   | "Pinball Wizard" (home recording audio) |         |  |
| 4.   | "I'll Be OK" (vídeo)                    | 3:25    |  |
| 5.   | "Home Footage - Danny's Disco"          |         |  |

| DVD |                                                 |         |  |
| N.º | Título                                          | Duração |  |
| 1.  | "I'll Be OK" (áudio)                            | 3:29    |  |
| 2.  | "All About You" (áudio)                         | 3:09    |  |
| 3.  | "Pinball Wizard" (home recording footage)       |         |  |
| 4.  | "All About You" (vídeo)                         |         |  |
| 5.  | "Home Footage - Dougie with Zookie, his lizard" |         |  |

## Vídeo musical
No videoclipe de "I'll Be OK'", os membros da banda são mostrados em diversas situações consideradas como "falta de sorte", mas sempre sendo otimistas e dizendo que "ficariam bem", enquanto a música é tocada ao fundo. Entre essas situações, estão Harry sendo molhado pela chuva e Dougie ficando pendurado no alto de um arranha-céu.

## Paradas musicais
| Parada (2004)              | Melhor posição |
| -------------------------- | -------------- |
| UK Singles Chart           | 1              |
| Irish Singles Chart        | 8              |
| Billboard European Hot 100 | 6              |

### Paradas de final de ano
| Parada (2005)        | Posição |
| -------------------- | ------- |
| UK Chart of the Year | 52      |